# Кёкчю, Оркун
Оркун Кёкчю (тур. и нидерл. Orkun Kökçü, турецкое произношение: [oɾˈkun ˈkœktʃy]; род. 29 декабря 2000, Харлем) — турецкий и нидерландский футболист, полузащитник клуба «Бенфика» и сборной Турции. Выступает на правах аренды за клуб «Бешикташ». Участник чемпионата Европы 2024.

## Клубная карьера
С 2011 по 2014 год был игроком футбольной академии клуба «Гронинген», после чего стал игроком академии «Фейеноорда». В основном составе «Фейеноорда» Кёкчю дебютировал 17 сентября 2018 года в матче Кубка Нидерландов против «Гемерта», отличившись забитым мячом. 9 декабря 2018 года 17-летний полузащитник дебютировал в Эредивизи, выйдя на замену в матче против «Эммена» и отметился в той игре забитым мячом и голевой передачей на Стевена Бергёйса. 10 марта 2019 года забил свой второй гол в сезоне в матче чемпионата против клуба «Витесс».
В июне 2023 года перешёл в португальский клуб «Бенфика», подписав пятилетний контракт. Сумма трансфера составила 25 млн евро, дополнительные 5 млн евро были предусмотрены в виде бонусов. Этот трансфер стал самым дорогим в истории португальских клубов, превзойдя рекорд по приобретению Дарвина Нуньеса из «Альмерии» в «Бенфику» за 24 млн евро, а также стал самой дорогой продажей в истории «Фейеноорда».

## Карьера в сборной
Кёкчю выступал за национальные футбольные сборные Нидерландов до 17, до 18 и до 19 лет.
В 2019 году заявил о желании выступать за сборную Турции. 6 сентября 2020 года дебютировал за сборную Турции в матче против сборной Сербии.

## Личная жизнь
Родился в Нидерландах, имеет турецкие и азербайджанские корни.
Старший брат Оркуна, Озан (Озанджан), также является профессиональным футболистом и выступает за сборную Азербайджана.

## Достижения
«Фейеноорд»
- Чемпион Нидерландов: 2022/23
- Обладатель Суперкубка Нидерландов: 2018

«Бенфика»
- Обладатель Суперкубка Португалии: 2023

### Личные
- Футболист года в Нидерландах: 2022/23[12]
- Лучший игрок месяца чемпионата Нидерландов (2): январь-февраль 2022[13][14]
- Талант месяца чемпионата Нидерландов: декабрь 2019[15], март 2021[16]
- Автор лучшего гола месяца чемпионата Португалии: сентябрь 2023[17]

## Статистика выступлений
| Клуб             | Сезон            | Лига | Лига | Кубок | Кубок | Европейские кубки | Европейские кубки | Прочие | Прочие | Итого | Итого |
| Клуб             | Сезон            | Игры | Голы | Игры  | Голы  | Игры              | Голы              | Игры   | Голы   | Игры  | Голы  |
| ---------------- | ---------------- | ---- | ---- | ----- | ----- | ----------------- | ----------------- | ------ | ------ | ----- | ----- |
| Фейеноорд        | 2018/19          | 11   | 3    | 1     | 1     | 0                 | 0                 | 0      | 0      | 12    | 4     |
| Фейеноорд        | 2019/20          | 22   | 2    | 4     | 0     | 9                 | 1                 | —      | —      | 35    | 3     |
| Фейеноорд        | 2020/21          | 22   | 3    | 1     | 0     | 6                 | 1                 | 2      | 0      | 31    | 4     |
| Фейеноорд        | 2021/22          | 32   | 7    | 1     | 0     | 18                | 2                 | —      | —      | 51    | 9     |
| Фейеноорд        | 2022/23          | 32   | 8    | 4     | 1     | 10                | 3                 | —      | —      | 46    | 12    |
| Фейеноорд        | Итого            | 119  | 23   | 11    | 2     | 43                | 7                 | 2      | 0      | 175   | 32    |
| Бенфика          | 2023/24          | 27   | 7    | 6     | 0     | 9                 | 0                 | 1      | 0      | 43    | 7     |
| Бенфика          | 2024/25          | 33   | 7    | 6     | 1     | 12                | 4                 | 4      | 0      | 55    | 12    |
| Бенфика          | Итого            | 60   | 14   | 12    | 1     | 21                | 4                 | 5      | 0      | 98    | 19    |
| Всего за карьеру | Всего за карьеру | 179  | 37   | 23    | 3     | 64                | 11                | 7      | 0      | 273   | 51    |